# Etre
Az Etre régi magyar személynév, valószínűleg a germán Etter névből származik, aminek a jelentése határ + kerítés.

## Gyakorisága
Az 1990-es években szórványos név, a 2000-es években nem szerepel a 100 leggyakoribb férfinév között.

## Névnapok
- március 10.[2]
- június 2.[2]